# Cyanée (fille de Méandre)
Pour les articles homonymes, voir Cyané.
Cyanée, Cyané ou Cyanéa (en grec ancien Κυανῆ) était une nymphe de la mythologie grecque, l'une des filles du dieu fleuve Méandre.

## Mythologie
Cyanée était l'épouse du héros Milétos, qui quitta la Crète pour fonder la ville de Milet. Ils se rencontrèrent en Asie Mineure. De leur union naquirent des jumeaux : un garçon, Caunus, et une fille, Byblis, qui connurent un destin tragique lorsqu'ils tombèrent amoureux l'un de l'autre.
Une autre légende raconte qu'elle fut transformée en rocher parce qu'elle refusa d'écouter un jeune homme qui l'aimait, et qu'en réponse, il se suicida en sa présence, sans que son geste ne lui fasse exprimer la moindre compassion.